# Ofrenda a Flora
Ofrenda a Flora es una obra primeriza de Juan van der Hamen, que forma parte de las colecciones del Museo del Prado.

## Introducción
Juan van der Hamen fue un pintor español, nacido en Madrid en el seno de una familia de origen flamenco. Fue el principal pintor de bodegones en el Madrid de las primeras décadas del siglo XVII, pero también cultivó otros géneros artísticos, como el retrato, el paisaje y la pintura religiosa. El presente lienzo y Vertumno y Pomona son dos de los escasos ejemplos de pintura mitológica de este artista.Es posible que ambos lienzos —junto con otro actualmente perdido— hubieran sido encargados por Jean de Croÿ (conde de Solre).

## Tema de la obra
En la mitología romana, Flora era venerada como la diosa de las flores y de la belleza y generosidad de la naturaleza. Flora solamente podía amar a los hombres de más alta cuna, siendo indiferente a los hombres corrientes.

## Análisis de la obra

### Datos técnicos y registrales
- Madrid, Museo del Prado, n º. de inventario: P000912;[5]
- Pintura al óleo sobre lienzo;
- Dimensiones: 216 x 140 cm,
- Datación: 1627;
- Firmado y fechado en una piedra, en el ángulo inferior derecho: JUºAN VAN DER HAMEN FAC.1627.

### Descripción de la obra
Flora es representada sentada, como una joven hermosa, elegantemente vestida. La diosa se lleva su mano derecha a los senos. mientras que con la izquierda muestra una cascada de flores que se derrama desde una cornucopia, en un alarde de la maestría del pintor para las representaciones florales. En el jardín del fondo se ve la estatua del un hombre joven —desnudo y laureado— que tal vez represente las preferencias amorosas de la diosa. Pero la casta elegancia con que es pintada, evidencia la más decorosa interpretación de la leyenda, ya que Flora se convirtió en la digna esposa de Céfiro. En este sentido, el lienzo se puede interpretar como un símbolo del amor conyugal. El muchacho arrodillado, llevando una cesta con rosas, quizás representa un emisario de Céfiro.

## Procedencia
- Legado Valentín Menéndez y San Juan, conde de la Cimera, 1944.